# Ásgeir Sigurvinsson
Ásgeir Sigurvinsson (født 8. maj 1955 i Vestmannaeyjar, Island) er en islandsk tidligere fodboldspiller (midtbane) og senere -træner.
Efter at have startet sin klubkarriere i fødebyen hos ÍBV Vestmannaeyjar, skiftede Sigurvinsson i 1973 til belgiske Standard Liège. Her spillede han de følgende otte sæsoner, hvorefter han blev solgt til Bayern München i Bundesligaen. Opholdet her varede dog kun ét år. Han sluttede karrieren af med otte sæsoner og næsten 200 ligkampe hos VfB Stuttgart.
Sigurvinsson spillede desuden 44 kampe for Islands landshold, hvori han scorede fem mål.
Efter at have stoppet sin aktive karriere begik Sigurvinsson sig også som træner. Han stod blandt andet i spidsen for det islandske landshold i perioden 2003-2005.